# Герб Днепропетровской области
Герб Днепропетровской области (укр. Герб Дніпропетровської області) — символический знак, который отображает исторические и духовные традиции Днепропетровской области Украины. Вместе с флагом составляет официальную символику органов местного самоуправления и исполнительной власти Днепропетровской области. Утверждён 19 марта 2002 года на сессии областного совета решением № 518-22/XXIII «Об утверждении герба и флага Днепропетровской области», которое предоставило геральдическим символам области официальный статус.

## Описание
Щит скошен перевязью справа, образованной соединёнными золотой пламяподобной линией на лазурном фоне и лазурной волнообразной линией на серебряном фоне. Верхнее синее поле щита усеяно девятью золотыми восьмилучевыми звёздами (4:3:2), на нижнем серебряном поле — казак в малиновой одежде с мушкетом на левом плече и саблей на боку. Щит расположен на золотом картуше, с намётом, образованным сине-золотыми (справа) и красно-серебряными (слева) акантовыми листьями. На щите бурелет, образованный перевитыми сине-жёлтыми лентами, над которыми в обрамлении золотых колосьев и дубовых листьев изображён трезубец.

## Галерея

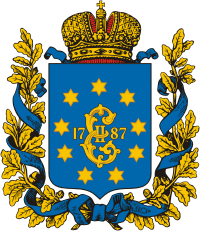
Герб Екатеринославской губернии
Герб Войска Запорожского — казак с мушкетом. Был гербом Украинской державы гетмана Павла Скоропадского
Флаг Днепропетровской области